# Дучка
Ду́чка (с пол. ducza — ямка; англ. draw hole, нем. abzugloch, rolloch, rolle) — короткая вертикальная или наклонная выработка, предназначенная для спуска полезного ископаемого из вышележащих горизонтов, транспортировки закладки и крепёжных материалов, а также для сообщения между горизонтами. 
Дучку часто используют при подземных разработках месторождений полезных ископаемых.